# Athripsodes
Athripsodes är ett släkte av nattsländor. Athripsodes ingår i familjen långhornssländor.

## Bildgalleri

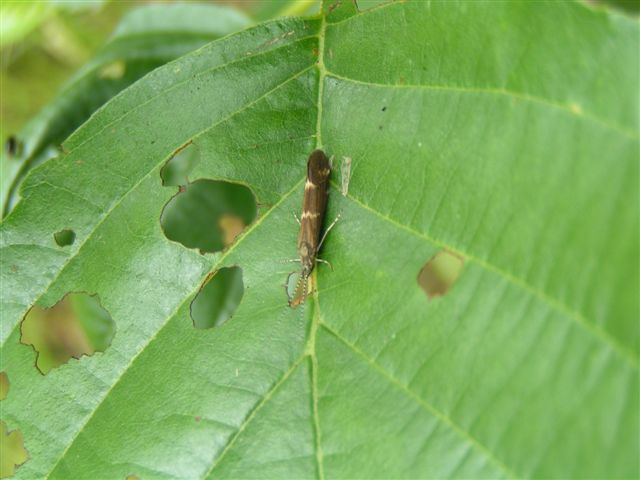
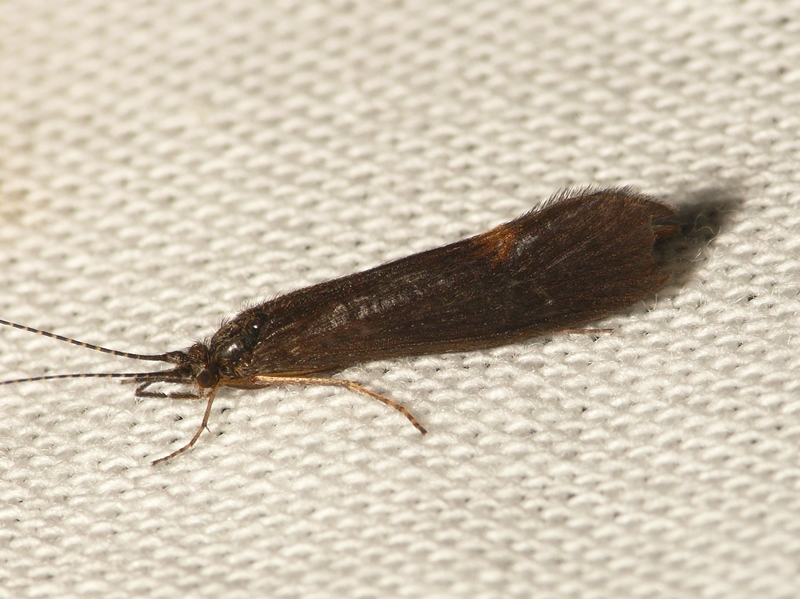
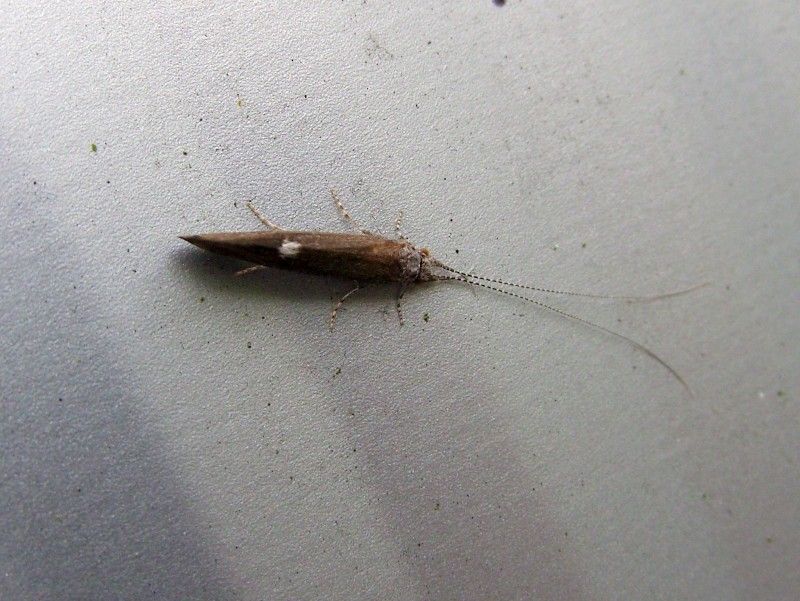
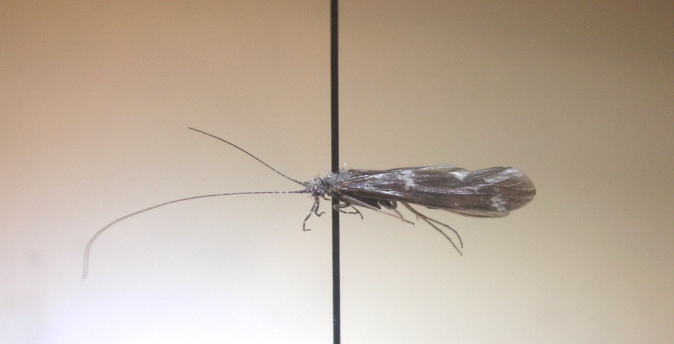

## Dottertaxa tillAthripsodes, i alfabetisk ordning[1][2]
- Athripsodes albifrons
- Athripsodes amplexus
- Athripsodes angriamani
- Athripsodes antalya
- Athripsodes asanus
- Athripsodes aterrimus
- Athripsodes bagbeae
- Athripsodes bakoyei
- Athripsodes barnardi
- Athripsodes bergensis
- Athripsodes bessae
- Athripsodes bibulus
- Athripsodes bifidus
- Athripsodes bilineatus
- Athripsodes boettgeri
- Athripsodes bomana
- Athripsodes braueri
- Athripsodes caeruleatus
- Athripsodes caparti
- Athripsodes caricaria
- Athripsodes cedri
- Athripsodes ceracleoides
- Athripsodes cinereus
- Athripsodes commutatus
- Athripsodes corniculans
- Athripsodes corrivalis
- Athripsodes cuneorum
- Athripsodes curvatus
- Athripsodes dalmatinus
- Athripsodes dieseli
- Athripsodes discatus
- Athripsodes elaphus
- Athripsodes fissus
- Athripsodes fulvicornis
- Athripsodes fulvoguttatus
- Athripsodes furcatellus
- Athripsodes furcifer
- Athripsodes genei
- Athripsodes harrisoni
- Athripsodes hickini
- Athripsodes iltschi
- Athripsodes inaequalis
- Athripsodes jinjana
- Athripsodes karsensis
- Athripsodes kimminsi
- Athripsodes kondei
- Athripsodes longispinosus
- Athripsodes longistylis
- Athripsodes lundanus
- Athripsodes madagassicus
- Athripsodes mandana
- Athripsodes morettii
- Athripsodes moselyi
- Athripsodes namaquanus
- Athripsodes niveosquamosus
- Athripsodes oryx
- Athripsodes potes
- Athripsodes prionii
- Athripsodes promontorii
- Athripsodes quadrispinus
- Athripsodes quartus
- Athripsodes quathlambae
- Athripsodes quentini
- Athripsodes rieli
- Athripsodes rossi
- Athripsodes sagittatus
- Athripsodes schoenobates
- Athripsodes scramasax
- Athripsodes securis
- Athripsodes setifera
- Athripsodes sewangensis
- Athripsodes shqiperiensis
- Athripsodes sobradieli
- Athripsodes spatula
- Athripsodes spinosissimus
- Athripsodes stephanus
- Athripsodes stigma
- Athripsodes sylvaticus
- Athripsodes tabularis
- Athripsodes taounate
- Athripsodes tavaresi
- Athripsodes thibauti
- Athripsodes trivittatus
- Athripsodes tsudai
- Athripsodes tuckeri
- Athripsodes varius
- Athripsodes verai
- Athripsodes ygramul
- Athripsodes zairensis